# 沢辺瀞壱
沢辺 瀞壱（さわべ せいいち、1940年（昭和15年）4月23日 - ）は、日本の政治家。
飯能市議会議員（1期）、埼玉県議会議員（3期）、飯能市長（3期）を歴任。2019年春の叙勲で旭日中綬章を受章。
埼玉県英霊にこたえる会会長。飯能市英霊にこたえる会会長。明治神宮崇敬会飯能支部支部長。
飯能自動車学校の設置者。一男四女の父。

## 生い立ち
代々埼玉県飯能市岩沢の素封家として栄えてきた沢辺家は、瀞壱の祖父沢辺庄太郎が入間郡加治村の村長、父の沢辺浩（こう）が飯能町の町議会議員を務めるなど、地域のリーダーシップを取っていた。
飯能町立加治小学校の教員をしていた父の浩が1937年（昭和12年）に朝鮮全羅南道に一家で出向し、巨文島の小学校に校長として赴任している中、1940年（昭和15年）4月に誕生した。長兄が夭折していたため、戸籍上は二男となっている。数年後に全羅南道光州市の学校に父が転勤したのに合わせて、一家で転居する。4～5歳ごろは、近所の子ども達と朝鮮語で遊んでいて、家族の通訳係を務めていた（現在はまったく話せない）。
1945年（昭和20年）に父が招集され、終戦を迎えると、母・姉と3人で苦労しながら引き揚げた。母まさは、その時の苦労が元で戦後すぐに亡くなった。
なお、母の実家である大野家（飯能市）を通じ、旧家の親戚多数。新井景三元飯能商工会議所会頭・元飯能市議は従兄弟にあたる。
父方の従兄弟に上田宗良元日本オリンピック委員会理事がいる。また、妻の実家冨田家も川島町の旧家であり、義弟の冨田三千彦は同町の元教育長。

## 経歴
地元の飯能市立加治小学校、飯能市立第一中学校を経て、獨協高等学校に進学。さらに中央大学法学部法律学科に進み、卒業後は埼玉県庁に就職した。
その後、父が創業した飯能自動車学校の経営に携わるため2年で県庁を退職。地元では飯能青年会議所の理事長やPTA会長などを歴任、地域の活動に積極的に関わるようになる。また、持ち前の法律知識を活かし、調停委員としても活動する。

## 政歴
- 1985年、飯能市議会議員に立候補2,214票を獲得してトップ当選し政治家としてスタート。
- 1989年、引退表明した市川宗貞市長（当時）の後継者として市長選に出馬し16,079票を獲得するも、やはり市議だった小山誠三に3,000票余り及ばず敗れ落選。
- 1991年、埼玉県議会議員に立候補17,908票を獲得し市内に強力な後援者をもつ現職を破って自民党の議員として初当選。
- 県議として県の仕事に関わるようになり、県職員時代や教習所の人脈を活かして活動。また、土屋義彦知事誕生に活躍。連続3期当選。

こうした過程で飯能の保守勢力が実施的に統一され、保守・自民＝「沢辺党」とも言える安定的な地盤を築きあげた。また、石井道子参議院議員や市川宗貞市長のラインである保守本流を継承したため、左派勢力とは相容れないものの、農村部や地域の有力者からは圧倒的に支持をされた。
- 1995年、埼玉県議会議員選挙に2期目の立候補。対立候補なく、無投票当選。
- 1996年、埼玉県指定自動車教習所協会会長に就任（〜2001年)
- 1998年、飯能商工会議所会頭に就任（〜2000年）
- 1999年、埼玉県議会議員選挙に3期目の立候補をし当選。
- 2001年、任期途中で県議を辞し小山誠三市長（当時）の勇退を受け飯能市長選挙に立候補し無所属（自民・公明・連合埼玉推薦）で飯能市長に当選。
- 2003年、前市長時代に廃止に追い込まれた奥むさし駅伝を復活させる[3]。
- 2003年、飯能新緑ツーデーマーチを開始。以降毎年の恒例行事となる。
- 2004年、飯能市制50周年で、茨城県高萩市と姉妹都市協定を結ぶ。
- 2004年、エコツーリズムモデル事業地に立候補し、選定される[4]。
- 2005年1月、飯能市が隣接する名栗村を編入する。
- 2005年4月、「森林文化都市」宣言を定める。
- 2005年7月、飯能市長選挙に2期目の立候補。投票率37.82％ながら18,980票を獲得し次点候補に約13,000票の大差で当選。
- 2007年、力を入れていた飯能市の介護予防事業参加率が県内1位に。
- 2008年、飯能市が全国エコツーリズム大賞受賞。
- 2009年7月、飯能市長選挙に3期目の立候補。現職を含む4候補が立候補し厳しい選挙戦となったが13,744票を獲得し次点候補に約6,000票の差をつけ当選。
- 2011年、東日本大震災当日、茨城県高萩市に支援物資を輸送。その後も高萩市への職員派遣や福島県からの被災者受け入れを進める。
- 2012年、問題となっていた市立病院改革を断行し、民間へ運営委託。その後黒字化を達成。
- 2012年、大河原工業団地をオープン。企業誘致を進める。
- 2013年7月、飯能市長選挙に4期目の立候補。17,763票を獲得するも対立候補（元市議）に約2,000票の差で落選。8月退任。

## 思想と政策
- 自民党員であり続け、保守的な思想を持っていた。民営化や民間活用の方針を取りつつ、完全な競争による自由主義には反対していた。
- 共産党などの左派勢力とは市議会レベルであっても対決姿勢で臨んでいて、共産党の国政に関する質問でもことごとく反論していた。

- 民間出身でありながら行政知識が豊富で、経済から教育・文化政策まで一定の見識を持っていた。
- 市の方向性を「森林文化都市」と定めたことで、その後の各種政策の柱となり、一体感が生まれたと言える。
- 借金の先送りを止め、未徴収の負担金の徴収徹底、市民病院の民営化など、敢えて不人気政策を実施し財政再建を目指した。
- スキャンダルが皆無で、金銭的なつながりを過度に嫌う傾向があり、地元業者から反発を招くこともあった。
- 人口減少が進む中、観光政策による交流人口の増加を重視し、ウォーキングなどの観光強化を目指した。
- 特に強かった自民党や県議時代の人脈を生かし、国・県との連携が強まった（ただし、民主党政権下や上田知事初期にはぎくしゃくした）。

## エピソード
- アナウンサーの大沢悠里は高校時代の同級生で、選挙応援のため飯能市に来たことがある。
- 通っていた飯能第一中学校は当時マンモス校で、同級生の数が極めて多かった。そのため友人が市内全域に多数存在し、強固な後援会組織の基礎となっている。
- 友人の自宅がガス爆発で全焼し、駆けつけたところ、焼け跡に下着姿でぼうぜんとしている友人に、自分のスーツをその場で脱いで渡していた。
- 音楽や美術など芸術を好み、飯能市で初のベートーヴェンの第九演奏会を開催した。しかしながら本人は歌はかなりだめらしい。